# Nicolò Alunno

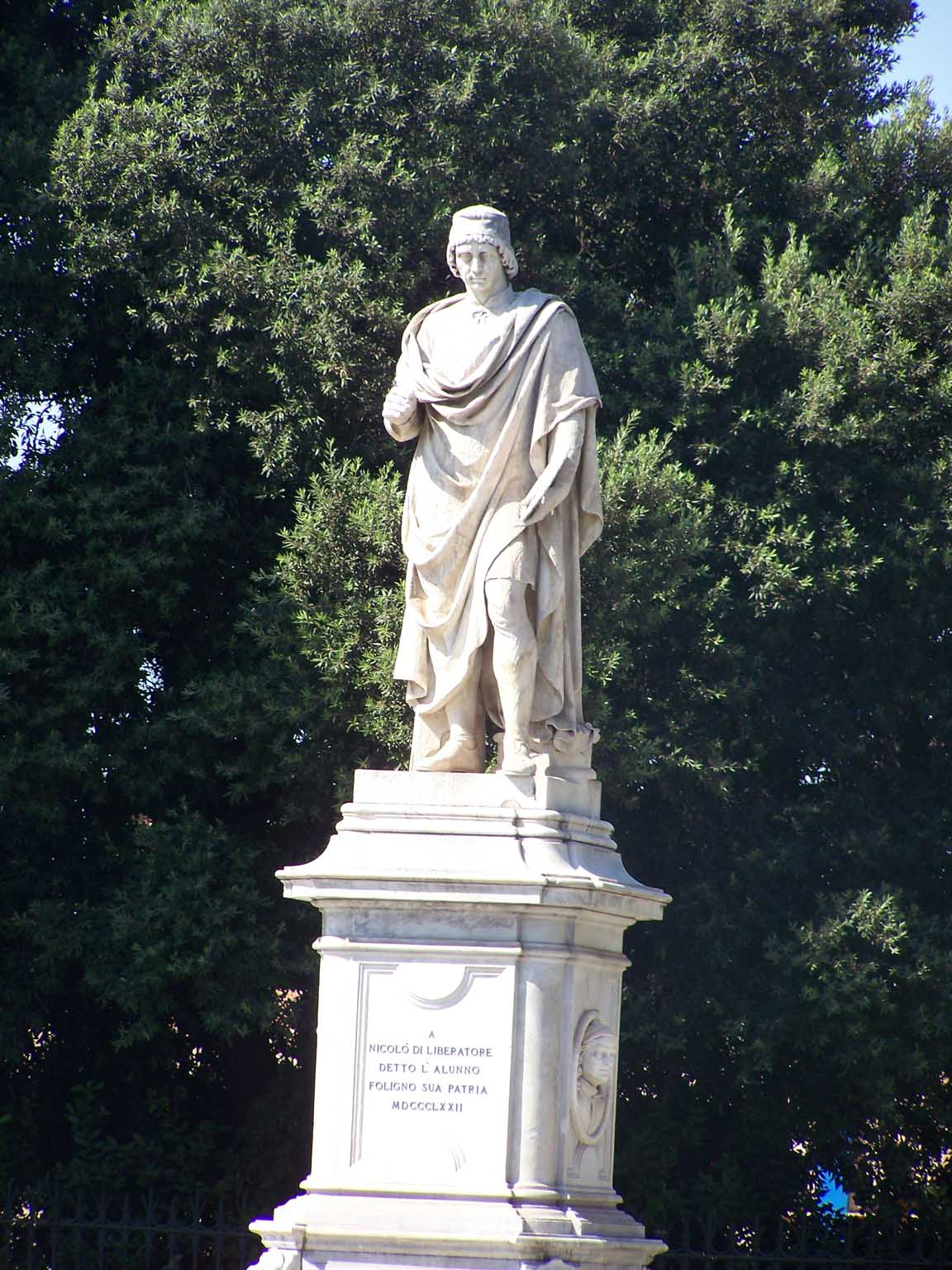
Statua di Nicolò Alunno a Foligno nel piazzale a lui dedicato

Nicolò di Liberatore, detto l'Alunno, in alcuni casi trascritto anche come Niccolò di Liberatore (Foligno, 1430 circa – Foligno, 1502), è stato un pittore italiano. Unico artista del Rinascimento umbro, insieme al Perugino e al Pinturicchio, ad essere ricordato in Le Vite del Vasari; alla voce inerente al Pinturicchio a proposito di Nicolò Alunno si legge: "faceva alle sue figure teste ritratte dal naturale e che parevano vive".

## Biografia
Nicolò di Liberatore di Giacomo di Mariano nasce a Foligno intorno al 1430 in un'agiata famiglia di speziali da cui ben presto si allontana per dedicarsi alla sua spiccata vocazione di pittore. Lo pseudonimo "Alunno" gli è attribuito dal Vasari, che male interpreta un'iscrizione apposta dall'artista sulla predella del polittico della Natività (1492) che recita Alumnus Fulginie, ovvero allevato, cittadino di Foligno che il Vasari scambia invece per un soprannome: appunto l'Alunno di Foligno. Il polittico era stato realizzato dall'artista per la chiesa di San Nicolò a Foligno dove ancora oggi è visibile, mentre la sua predella con l'iscrizione è conservata al Museo del Louvre di Parigi.
Nel 1460 si sposa con Caterina l'unica figlia di Pietro di Giovanni detto Mazzaforte (il pittore più documentato a Foligno fra 1440 e 1450, figlio di Giovanni di Corraduccio) con cui, da almeno due anni, era entrato in società. Insieme con il suocero “Mazzaforte” realizza nel 1458 la Madonna dei Consoli di Deruta, dove si rivelano i caratteri peculiari del suo stile iniziale, in linea con il filone angelichiano e nel 1461 affrescano la cappella di Sant'Anna a Spello.
Più tardi sarà l'ascendente espressionistico a prevalere nella sua produzione, derivato dall'influenza di Bartolomeo di Tommaso, altro grande maestro folignate della prima metà del XV secolo. In alcune sue opere è possibile riconoscere anche il tipico stile iconografico di Benozzo Gozzoli con cui è probabile abbia avuto anche dei contatti dato che fra il 1450 e il 1452 si trovava nella vicina Montefalco per realizzare il ciclo di affreschi della tribuna absidale nella chiesa di San Francesco.
Nella sua bottega di Foligno (posta vicino alla Cattedrale di San Feliciano) furono realizzati in gran numero pale d'altare, polittici a sportelli, gonfaloni processionali, quadri da devozione ed anche opere a soggetto profano, che si diffusero soprattutto nell'Umbria orientale e in buona parte delle Marche.

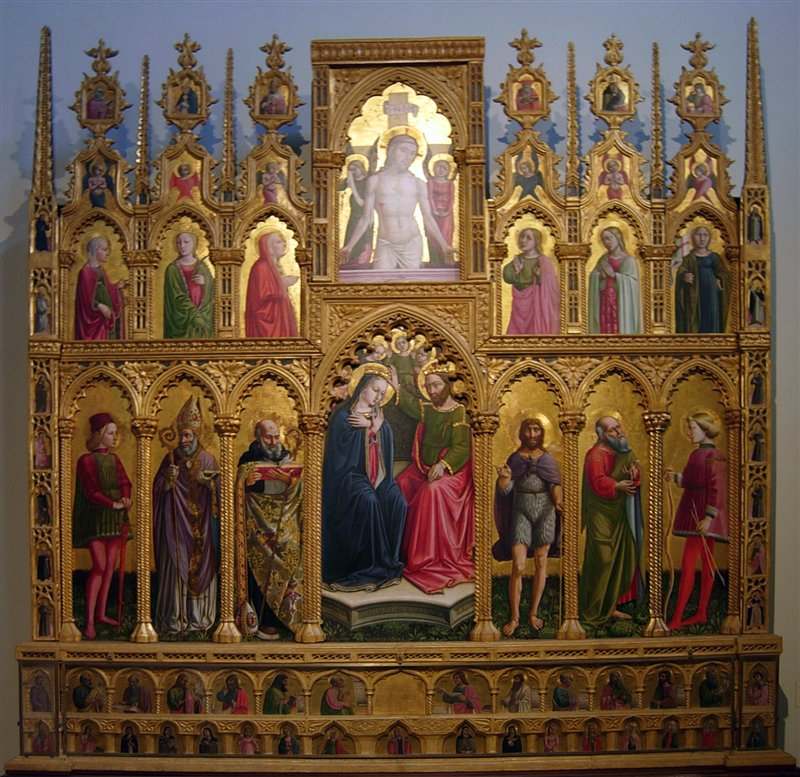
Polittico di Montelparo (1466), Roma, Pinacoteca Vaticana.

È possibile ammirare le sue opere a Foligno nell'ex chiesa di San Domenico (attuale Auditorium comunale) ricca di affreschi votivi del Trecento e del Quattrocento; nella parrocchiale di San Matteo, a Cannara, dove è presente una interessante pala raffigurante la Madonna in trono con Gesù Bambino tra san Francesco d'Assisi e san Matteo evangelista; sempre a Cannara, nella chiesa di San Giovanni Battista, una bella tempera su tavola raffigurante la Madonna con Gesù Bambino tra san Giovanni Battista e san Sebastiano, eseguita nel 1482 con il contributo del figlio Lattanzio. Tra le sue prime prove pittoriche su muro le cappelle di Pietro di Cola delle Casse e di Santa Marta nella chiesa di Santa Maria in Campis, attigua al cimitero comunale di Foligno. Degno di nota l'Oratorio della Nunziatella a Foligno, eretto nell'ultimo decennio del Quattrocento e decorato dal Perugino nel 1507 dopo la morte dell'Alunno. 
Fra i polittici più importanti: quello di San Rufino (1462), oggi nel Museo diocesano e cripta di San Rufino di Assisi; quello di Montelparo (1466), attualmente esposto nella Pinacoteca vaticana; il polittico di San Severino nelle Marche (1468); quello di San Francesco a Gualdo Tadino (1470), eseguito insieme al famoso intagliatore marchigiano Giovanni di Stefano da Montelparo; il polittico smembrato di Sarnano; il polittico della Natività, conservato nella chiesa di San Nicolò a Foligno (1492); quello di Sant'Angelo (1499), oggi conservato nella chiesa collegiata di Santa Croce in Bastia Umbra, probabilmente l'ultima opera del pittore. 
Nicolò muore a Foligno nel 1502 lasciando la sua bottega nelle mani del figlio Lattanzio e del suo allievo Ugolino di Gisberto.
La casa di Foligno (oggi in buona parte inglobata nel monastero di Sant'Anna delle suore della Beata Angelina di Marsciano, in via Nicolò Alunno), oltre ad aver ospitato l'artista con la sua famiglia ha un ulteriore motivo di interesse: Nicolò decorò le sue pareti con varie immagini e ritratti servendosi di esse anche per prendere frettolosi appunti con la punta di un chiodo, come se si trattasse di un taccuino. Fra le varie raffigurazioni vi è anche un suo autoritratto accanto alla moglie Caterina.

## Lo stile
Fondamentali per la sua formazione furono i pittori folignati della prima metà del XV secolo, un gruppo convenzionalmente denominato "Scuola folignate" caratterizzato dal forte gusto per l'espressività, di cui determinò, col suo stile vigoroso, gli sviluppi successivi. Inoltre, ebbero grande importanza per la sua formazione alcuni capolavori e artisti del Rinascimento fiorentino presenti in Umbria come il Polittico di San Domenico del Beato Angelico a Perugia e i già citati affreschi di Benozzo Gozzoli con le Storie di San Francesco a Montefalco. 
Successivamente i viaggi nelle Marche arricchirono il suo linguaggio di nuovi apporti culturali ed artistici, particolarmente dovuti a pittori veneti. L'influsso di Bartolomeo Vivarini è evidente nel Polittico di Cagli ed in quello di Montelparo. Risentì, poi, di Carlo Crivelli col quale venne in contatto verso il 1472 e da cui trasse un interesse per le linee di contorno con effetti di eleganza e decorazione.
Nell'ultima fase della sua produzione è influenzato dall'opera di Perugino e Pinturicchio, e in particolare dall'opera di Luca Signorelli, il cui stile era concorde con il gusto drammatico dell'Alunno.

## Opere

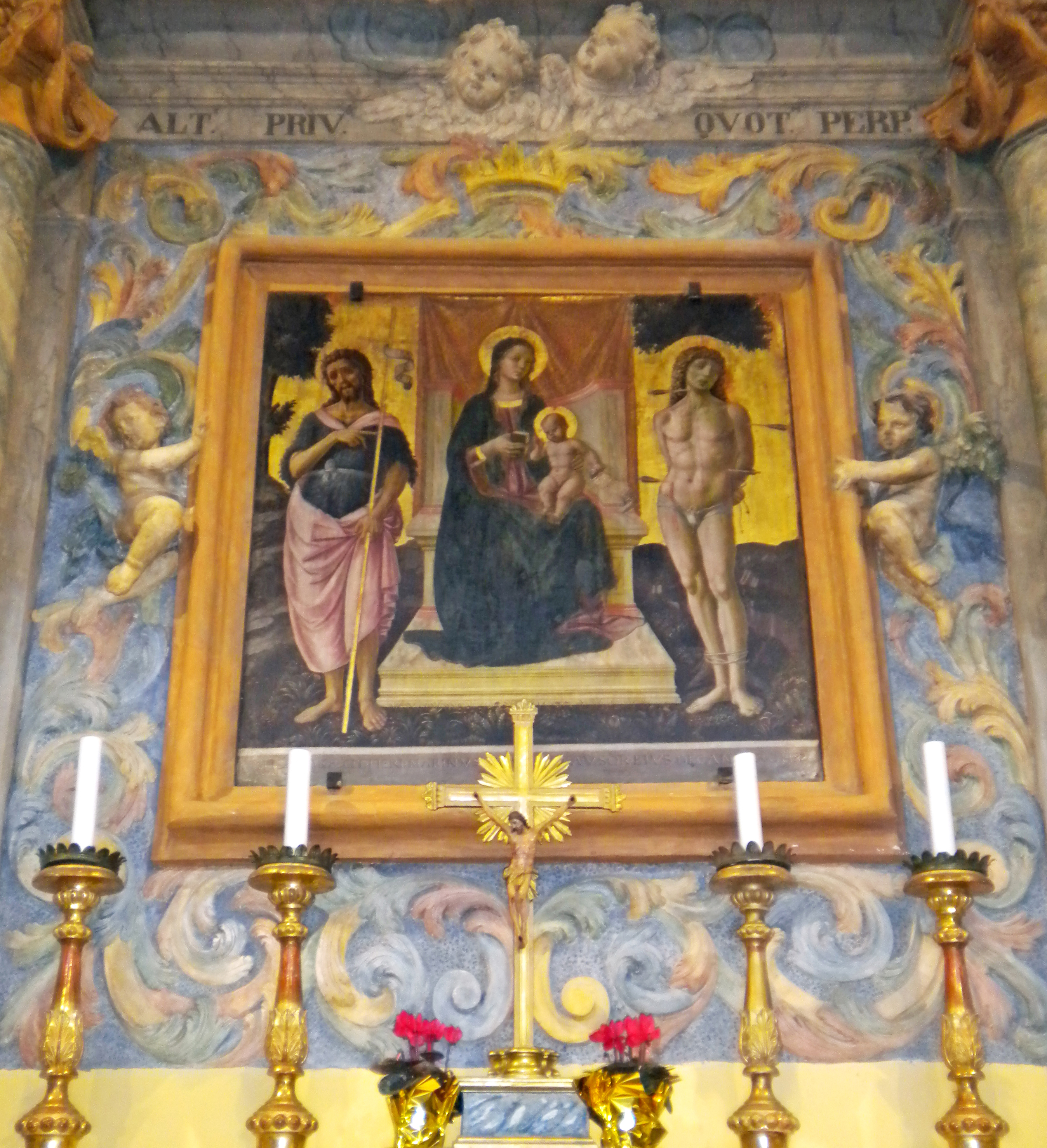
Madonna con Gesù Bambino fra san Giovanni Battista e san Sebastiano (1482)

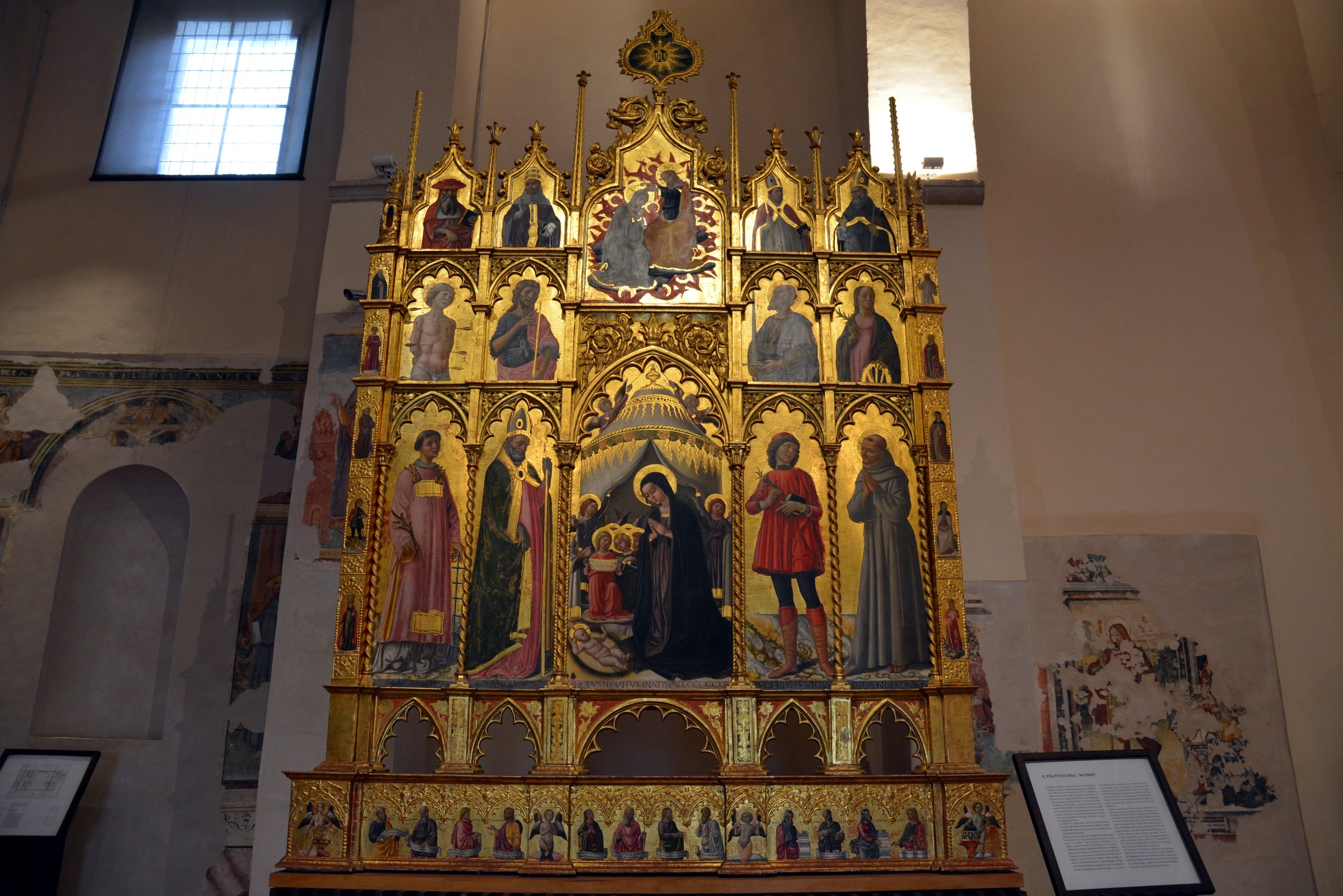
Polittico di Santa Maria Assunta (1483), Nocera Umbra.

- Madonna dei Consoli (1457), tempera su tavola, Deruta, Pinacoteca comunale.
- Gonfalone di Sant'Antonio Abate (1457), tempera su tavola, Deruta, Pinacoteca comunale.
- Decorazione della Cappella di Santa Marta (1458), affreschi, Foligno, chiesa di Santa Maria in Campis.
- Polittico di San Rufino (1462), tempera su tavola, Assisi, Museo diocesano e cripta di San Rufino.
- Gonfalone della confraternita di Santa Maria del Vescovado (1462), tempera su tela, Assisi, Pinacoteca civica.
- Polittico di Cagli (1465), tempera su tavola, Milano, Pinacoteca di Brera.
- Gonfalone della confraternita dell'Annunziata (1466), tempera su tela, Perugia, Galleria Nazionale dell'Umbria.
- Polittico di Montelparo (1466), tempera su tavola, Roma, Pinacoteca Vaticana.
- Polittico di San Severino (1468), tempera su tavola, San Severino Marche, Pinacoteca civica P. Tacchi Venturi.
- Gonfalone della peste (1470 circa), tempera su tela, Kevelaer, Priesterhaus
- Polittico di San Francesco (1471), tempera su tavola, Gualdo Tadino, Pinacoteca civica
- Trittico Madonna Assunta tra gli angeli con san Francesco e san Sebastiano chiesa di Santa Maria Assunta, 1475-1499[2]
- Madonna con Gesù Bambino fra san Giovanni Battista e san Sebastiano (1482), tempera su tavola, Cannara, chiesa di San Giovanni Battista.
- Madonna del Buon Soccorso (1482), Roma, Galleria Colonna
- Polittico di Santa Maria Assunta (1483), tempera su tavola, Nocera Umbra, Pinacoteca civica.
- Crocifissione di Cristo con san Francesco d'Assisi, Orazione di Cristo nell'orto di Gethsemani, Salita di Cristo al monte Calvario, Resurrezione di Cristo, Compianto sul Cristo morto, (1487) Trittico dipinto su tavola del XV sec attualmente alla National Gallery di Londra, dal convento della Beata Antonia a L'Aquila.
- Polittico di San Nicolò (1492), tempera su tavola, Foligno, chiesa di San Nicolò.
- Incoronazione di Maria Vergine con sant'Antonio abate e san Bernardino da Siena (1495), tempera su tavola, Foligno, chiesa di San Nicolò.
- Polittico di Sant'Angelo (1499), tempera su tavola, Bastia Umbra, chiesa collegiata di Santa Croce.
- Madonna con Bambino in trono e i santi Giovanni Battista, Caterina d'Alessandria, Sebastiano, Antonio abate, Benedetto, Pietro, Paolo e Agostino, tempera su tavola, 200 x 251 cm, Roma, Villa Albani.